# Drosophila alpina
Drosophila alpina este o specie de muște din genul Drosophila, familia Drosophilidae, descrisă de Burla în anul 1948. Conform Catalogue of Life specia Drosophila alpina nu are subspecii cunoscute.